# Orde van Gouden Hart van Kenia
De Orde van Gouden Hart van Kenia (Engels: Order of the Golden Heart of Kenya) is een Keniaanse ridderorde. Deze op 27 april 1966 ingestelde orde van verdienste wordt verleend voor belangrijke diensten aan het Keniaanse volk.
Er zijn drie typisch Afrikaanse graden: Chief, Elder en Moran. De orde kent dus geen grootkruisen of ridders. Ieder jaar op de Keniaanse onafhankelijkheidsdag, de twaalfde december, worden de nieuwe benoemingen aangekondigd. Er mogen maximaal 50 chiefs, 75 elders en 100 morans zijn.
De keten bestaat uit medaillons met leeuwen en schilden. Aan de ketting hangt een stervormig kleinood.
Het kleinood is een ronde schijf met daarop een afbeelding van de zon.
Het lint is geel met zwart-groen-rode biezen.
De orde wordt ook aan vooraanstaande buitenlandse bezoekers verleend. Zie ook de Lijst van ridderorden en onderscheidingen van maarschalk Tito.